# NFC
NFC là thuật ngữ viết tắt tiếng Anh Near-Field Communications, tạm dịch là kết nối trường gần, là một giao thức kết nối giữa hai thiết bị điện tử ở khoảng cách gần. Một trong số được ghép nối thường là các thiết bị cầm tay như điện thoại thông minh, hoặc thẻ RFID, để chuyển đổi dữ liệu trong khoảng cách 4 cm.

## Tổng quan
Các ý tưởng thông thường như trong quảng cáo và ứng dụng thường không thành công trong việc thương mại hóa, bị thay thế bởi các công nghệ như mã vạch và thẻ UHF RFID. Phương thức NFC thành lập một chuẩn đa hỗ trợ. Khi một thiết bị kết nối Internet, thiết bị còn lại có thể chuyển đổi dữ liệu với dịch vụ trực tuyến.
Các thiết bị cầm tay có trang bị NFC có thể cung cấp cho các ứng dụng, ví dụ như có thể đọc thẻ từ hoặc thanh toán khi kết nối với một thiết bị NFC khác. Giao tiếp cự ly gần sử dụng công nghệ độc quyền bởi nhà sản xuất, cho các ứng dụng như chứng khoán, truy cập quyền điều khiển và đọc thanh toán.
Giống như các công nghệ "thẻ cảm ứng" khác, NFC sử dụng cảm ứng điện từ giữa hai ăng ten vòng khi thiết bị NFC —ví dụ như một điện thoại thông minh và một "áp phích thông minh"—trao đổi thông tin, nó sẽ hoạt động trên dãy băng tần 13.56 MHz ISO/IEC 18000-3 và tốc độ truyền tải dữ liệu từ 106 đến 424 kbit/giây.
Thiết bị đầy đủ NFC có thể hoạt động ở 3 chế độ:
- NFC giả lập thẻ - Thiết bị có NFC như điện thoại thông minh có trở thành một chiếc thẻ thông minh, cho phép người dùng thực hiện trả phí hoặc mua vé.
- NFC đọc/viết — thiết bị có NFC có thể đọc được thông tin lưu trữ trên các thẻ NFC có nhúng trong nhãn hiệu hoặc áp phích thông minh.
- NFC ngang hàng nhau - 2 thiết bị có NFC có thể giao tiếp trao đổi thông tin qua lại với nhau.

Do khoảng cách truyền dữ liệu khá ngắn nên giao dịch qua công nghệ NFC được xem là an toàn.Thiết bị được trang bị NFC thường là điện thoại di động, có thể giao tiếp với các thẻ thông minh, đầu đọc thẻ hoặc thiết bị NFC tương thích khác. Ngoài ra, NFC còn được kết hợp nhiều công nghệ sử dụng trong các hệ thống công cộng như bán vé, thanh toán hóa đơn…
Các tiêu chuẩn NFC bao gồm nhiều giao thức truyền thông và các định dạng dữ liệu khác nhau, được dựa trên các tiêu chuẩn RFID đã tồn tại trước đó, bao gồm ISO/IEC 14443 và FeliCa. Các tiêu chuẩn cũng bao gồm ISO/IEC 18092 và các tiêu chuẩn được định nghĩa bởi NFC Forum. Bên cạnh NFC Forum, nhóm GSMA đã định nghĩa một nền tảng (platform) cho việc phát triển GSMA NFC Standards (tạm dịch: Các tiêu chuẩn GSMA NFC) trong các thiết bị di động cầm tay. Các nỗ lực của GSMA cũng bao gồm Trusted Services Manager, Single Wire Protocol, quá trình kiểm thử (testing)/cấp chứng chỉ (certification) và các thành phần bảo mật.

## Lịch sử
Phát minh đầu tiên gắn liền với công nghệ RFID được cấp cho Charles Walton vào năm 1983. Năm 2004, Nokia, Philips và Sony thành lập NFC Forum (tạm dịch: diễn đàn NFC). NFC Forum đóng vai trò rất lớn trong sự phát triển của công nghệ NFC, khuyến khích người dùng chia sẻ, kết hợp và thực hiện giao dịch giữa các thiết bị NFC. Đối với các nhà sản xuất, NFC Forum là tổ chức khuyến khích phát triển và cấp chứng nhận cho những thiết bị tuân thủ tiêu chuẩn NFC. Hiện tại, NFC Forum có 140 thành viên trong đó bao gồm rất nhiều thương hiệu lớn như LG, Nokia, HTC, Motorola, RIM, Samsung, Sony Ericsson, Google, Microsoft, PayPal, Visa, Mastercard, American Express, Intel, Qualcomm...